# China (Maine)
China ist eine Town im Kennebec County des Bundesstaates Maine in den Vereinigten Staaten. Im Jahr 2020 lebten dort 4408 Einwohner in 2321 Haushalten auf einer Fläche von 147,27 km².

## Geografie
Nach dem United States Census Bureau hat China eine Gesamtfläche von 147,27 km², von denen 129,19 km² Land sind und 18,08 km² aus Gewässern bestehen.

### Geografische Lage
China liegt im Osten des Kennebec Countys, nordöstlich grenzt das Waldo County und südöstlich das Lincoln County an. Der größte See auf dem Gebiet der Town ist der China Lake im Nordwesten. Im Südwesten grenzt der Threemile Pond an das Gebiet der Town. Die Oberfläche ist leicht hügelig, ohne größere Erhebungen.

### Nachbargemeinden
Alle Entfernungen sind als Luftlinien zwischen den offiziellen Koordinaten der Orte aus der Volkszählung 2010 angegeben.
- Norden: Albion, 10,7 km
- Osten: Palermo, Waldo County, 11,7 km
- Südosten: Somerville, Lincoln County, 7,4 km
- Süden: Windsor, 5,7 km
- Westen: Vassalboro, 12,7 km
- Nordwesten: Winslow, 6,3 km

### Stadtgliederung
In China gibt es mehrere Siedlungsgebiete: Chadwick’s Corner, China, Dirigo Corner, Palermo, South China und Weeks Mills.

### Klima
Die mittlere Durchschnittstemperatur in China liegt zwischen −7,2 °C (19° Fahrenheit) im Januar und 20,6 °C (69° Fahrenheit) im Juli. Damit ist der Ort gegenüber dem langjährigen Mittel der USA um etwa 6 Grad kühler. Die Schneefälle zwischen Oktober und Mai liegen mit bis zu zweieinhalb Metern mehr als doppelt so hoch wie die mittlere Schneehöhe in den USA; die tägliche Sonnenscheindauer liegt am unteren Rand des Wertespektrums der USA.

## Geschichte
China wurde erstmals mit dem Namen Jones Plantation organisiert. Im Jahr 1776 wurde das Gebiet unter dem Namen Harlem als Town organisiert. Hieraus und aus Teilen der Towns Albion und Winslow wurde am 5. Februar 1818 die Town China gegründet. Das, was von Harlem übrig geblieben war, wurde im Jahr 1822 dem Gebiet der Town hinzugefügt.

### Einwohnerentwicklung
| Volkszählungsergebnisse – Town of China, Maine | Volkszählungsergebnisse – Town of China, Maine | Volkszählungsergebnisse – Town of China, Maine | Volkszählungsergebnisse – Town of China, Maine | Volkszählungsergebnisse – Town of China, Maine | Volkszählungsergebnisse – Town of China, Maine | Volkszählungsergebnisse – Town of China, Maine | Volkszählungsergebnisse – Town of China, Maine | Volkszählungsergebnisse – Town of China, Maine | Volkszählungsergebnisse – Town of China, Maine | Volkszählungsergebnisse – Town of China, Maine |
| Jahr                                           | 1800                                           | 1810                                           | 1820                                           | 1830                                           | 1840                                           | 1850                                           | 1860                                           | 1870                                           | 1880                                           | 1890                                           |
| ---------------------------------------------- | ---------------------------------------------- | ---------------------------------------------- | ---------------------------------------------- | ---------------------------------------------- | ---------------------------------------------- | ---------------------------------------------- | ---------------------------------------------- | ---------------------------------------------- | ---------------------------------------------- | ---------------------------------------------- |
| Einwohner                                      | 587                                            | 939                                            | 894                                            | 2233                                           | 2675                                           | 2769                                           | 2719                                           | 2118                                           | 1769                                           | 1423                                           |
| Jahr                                           | 1900                                           | 1910                                           | 1920                                           | 1930                                           | 1940                                           | 1950                                           | 1960                                           | 1970                                           | 1980                                           | 1990                                           |
| Einwohner                                      | 1380                                           | 1297                                           | 1257                                           | 1163                                           | 1252                                           | 1375                                           | 1561                                           | 1850                                           | 2918                                           | 3713                                           |
| Jahr                                           | 2000                                           | 2010                                           | 2020                                           | 2030                                           | 2040                                           | 2050                                           | 2060                                           | 2070                                           | 2080                                           | 2090                                           |
| Einwohner                                      | 4106                                           | 4328                                           | 4408                                           |                                                |                                                |                                                |                                                |                                                |                                                |                                                |

## Kultur und Sehenswürdigkeiten

### Bauwerke
In China wurde ein Distrikt und mehrere Bauwerke unter Denkmalschutz gestellt und ins National Register of Historic Places aufgenommen:
District
- China Village Historic District 1977 unter der Register-Nr. 77000069[9]

Bauwerke
- Edmund and Rachel Clark Homestead 2006 unter der Register-Nr. 06000921[10]
- Dinsmore Grain Company Mill 1979 unter der Register-Nr. 79000147[11]
- Abel Jones House 1983 unter der Register-Nr. 83000456[12]
- Pendle Hill 1983 unter der Register-Nr. 83000457[13]
- Pond Meeting House 1983 unter der Register-Nr. 83000458[14]

Bauwerke in South China
- Eli and Sybil Jones House 1984 unter der Register-Nr. 84001376[15]
- South China Meeting House 1983 unter der Register-Nr. 83000459[16]

## Wirtschaft und Infrastruktur

### Verkehr
Der U.S. Highway 202 verläuft in nordsüdlicher Richtung durch China und verbindet China im Norden mit Bangor und im Süden mit Augusta. Die Maine State Route 3 zweigt in östlicher Richtung vom Highway ab und die Maine State Route 32 in nordwestlicher Richtung.

### Öffentliche Einrichtungen
Es gibt keine medizinischen Einrichtungen oder Krankenhäuser in China. Die nächstgelegenen befinden sich in Waterville.
Eine öffentliche Bücherei, die Albert Church Brown Memorial Library befindet sich im China Village in China,

### Bildung
China gehört mit Belgrade, Rome, Oakland und Sidney zum Messalonskee School District.
Im Schulbezirk werden folgende Schulen angeboten:
- Belgrade Central in Belgrade, mit Schulklassen von Pre-Kindergarten bis zum 5. Schuljahr
- China Primary in China, mit Schulklassen von Pre-Kindergarten bis zum 4. Schuljahr
- China Middle in China, mit Schulklassen vom 5. bis zum 8. Schuljahr
- James H. Bean in Sidney, mit Schulklassen von Pre-Kindergarten bis zum 5. Schuljahr
- Atwood Primary in Oakland, mit Schulklassen von Kindergarten bis zum 2. Schuljahr
- Williams Elementary in Oakland, mit Schulklassen vom 3. bis zum 5. Schuljahr
- Messalonskee Middle in Oakland
- Messalonskee High in Oakland

## Persönlichkeiten

### Söhne und Töchter der Stadt
- John E. Nelson (1874–1955), Politiker